# كهوف التوأم
كهوف التوأم (بالإنجليزية: Twin Caves)‏؛ هي مجموعة من الكهوف التي تقع في مقاطعة لورانس في الولايات المتحدة.

## السياحة
تعد «كهوف التوأم» إحدى مواقع الجذب السياحي في مقاطعة لورانس في ولاية إنديانا الأمريكية.